# Bernard Lanne
Pour l’article ayant un titre homophone, voir Bernard Lannes.
Pour les articles homonymes, voir Lanne.
Bernard Lanne (Libourne, 22 octobre 1928 - Toulon, 21 avril 2000) est un écrivain français. 

## Biographie
Né en 1928. Ancien administrateur de la France d'outre-mer. Directeur de cabinet de François Tombalbaye (1960-1961), il est le premier directeur de l'École nationale d'administration du Tchad (1963-1974). Il a travaillé à la Documentation française où il a été rédacteur en chef de la revue Afrique contemporaine. Après 1990 il devient membre titulaire de l’Académie des sciences d'outre-mer.
Il a écrit notamment Histoire politique du Tchad de 1945 à 1958.